# Clan Alleluia
Il Clan Alleluia è stato un complesso beat italiano, attivo dal 1969 al 1974.

## Storia
Il gruppo si è formato dall'allargamento del gruppo Gli Alleluia a includere anche voci femminili oltre al cambiamento di tutti i cantanti e i musicisti, fatto salvo per Ernesto Brancucci, che continuò a rimanere la voce principale.
Mentre nelle prime canzoni si avverte pienamente lo stile proprio della musica beat, in seguito il sound evolverà verso la musica progressive, con frequenti richiami non solo a sonorità jazz, etno, spiritual, gospel songs e della musica elettronica, ma anche al canto religioso tradizionale.
A differenza dei predecessori Gli Alleluia che si esibivano qualche volta dal vivo, l'attività del Clan Alleluia si svolgeva esclusivamente in studio di registrazione: i membri, tutti musicisti professionisti provenienti dalle varie realtà musicali di Roma (tra le quali Cantori Moderni, 4+4 di Nora Orlandi, Coro di Franco Potenza) cambiano infatti di disco in disco, in base alle necessità musicali e stilistiche.

## Formazione

### Band originale
- Marcello Giombini: Organo
- Mario Molino: Chitarra
- Gerolamo Gilardi: Chitarra
- Alberto Ciacci: Basso
- Paolo Taddia: Batteria
- Maria Cristina Brancucci, Ernesto Brancucci, Margherita Brancucci, Alessandro Colavicchi, Mario Dalmazzo: Cantanti

### Altri membri
- Marinella Viri: Voce
- Amalia de Rita: Voce
- Luigi Romagnoli: Voce
- Antonio Cenciarelli: Voce
- Lorenzo Spadoni: Voce
- Renzo Andreini: Voce
- Enrico Fusco: Voce
- Luciano Brizi: Voce
- Alessandro Colavicchi: Voce
- Manuela Costantini: Voce
- Bruno Rukauer: Voce
- Raffaella Caratelli: Voce
- Ugo Busoni: Voce
- Giuseppe Cannizzo: Basso
- Guido Antonini: Batteria
- Ciro Cicco: Batteria
- Lorenzo Patuelli: Tromba, vibrafono, flauto

## Discografia

### Album
- 1969 - Io con voi/Anche tu vedrai (Pro Civitate Christiana, CS 0155)
- 1969 - Il suo cuore/I vecchi amici (Pro Civitate Christiana, CS 0156)
- 1969 - Non vi conosco tutti/Ora capisco perché (Pro Civitate Christiana, CS 0157)
- 1969 - Messa Alleluia (Pro Civitate Christiana, MS 0060)
- 1970 - È stato bello volare/Sento la tua mano (Pro Civitate Christiana, CS 0158)
- 1970 - Camminiamo nella speranza (Pro Civitate Christiana, MS 0061)
- 1970 - Cantiamo con gioia (Pro Civitate Christiana, MS 0062)
- 1970 - Grazie, Signore! (Pro Civitate Christiana, MS 0063)
- 1970 - Amarti è una festa/Sei la casa (Pro Civitate Christiana, CS 0159)
- 1971 - Tu sei ancora tra noi/Le stelle cantano canzoni (Pro Civitate Christiana, CS 0160)
- 1972 - La strada è lunga/Voglio chiamarti papà (Pro Civitate Christiana, CS 0161)
- 1972 - Corri, Signore ho bisogno di aiuto/Amen (Pro Civitate Christiana, CS 0162)
- 1972 - Non dobbiamo essere tristi come chi non ha speranza (Pro Civitate Christiana, CS 0165)
- 1974 - Da mille strade (Pro Civitate Christiana, CS 0166)
- 1974 - I semi del futuro (Pro Civitate Christiana, CS 0167)
- 2000 - Salmi per il nuovo millennio (Pro Civitate Christiana, CD 2000)
- 2003 - I nuovi salmi di Marcello Giombini (LDC, CD 2003)

### Singoli
- 1970 - Io con voi/Se un uomo (Pro Civitate Christiana, 0502)
- 1970 - All'alba/Ho lottato tanto in questo giorno (Pro Civitate Christiana, 0503)
- 1970 - Quando busserò/I cieli parlano (Pro Civitate Christiana, 0504)
- 1970 - Quando ti chiamo, rispondimi/Vorrei gridare al mondo (Pro Civitate Christiana, 0505)
- 1970 - Camminerò tra la gente/A te canto (Pro Civitate Christiana, 0506)